# شهرستان پولکوویتسه
شهرستان پولکوویتسه (به لهستانی: Powiat Polkowice) یک شهرستان در لهستان است که در استان سیلزی سفلی واقع شده‌است. شهرستان پولکوویتسه ۷۷۹٫۹۳ کیلومتر مربع مساحت و ۶۱٬۶۲۲ نفر جمعیت دارد.